# Aleksandyr Kostadinow
Aleksandyr Stojanow Kostadinow (bułg. Александър Стоянов Костадинов; ur. 28 lipca 1988)) – bułgarski zapaśnik walczący w stylu klasycznym. Olimpijczyk z Londynu 2012; gdzie zajął dwunaste miejsce w kategorii 55 kg.
Dwukrotny uczestnik mistrzostw świata, dziewiętnasty w 2009. Trzykrotny medalista mistrzostw Europy; złoto w 2014 i brąz w 2009 i 2012. Dziewiętnasty na igrzyskach europejskich w 2015. Jedenasty w Pucharze Świata w 2012. Mistrz świata juniorów w 2007 i 2008 i wicemistrz Europy z 2008 roku.
- Turniej w Londynie 2012

Przegrał z Li Shujinem z Chin i odpadł z turnieju.